# 南十字座ι
南十字座ι (ι Cru) 是南十字座的一顆恆星，視星等4.69m，距離太陽125光年。它是一顆光譜類型為K0 III 的橙色巨星。
有一顆10.3m，分類為 G8 的恆星在它的附近，但是有高度不同的自行，因此能確認這僅僅只是在相同視線方向上的雙星。